# The Crusher
The Crusher är Amon Amarths tredje studioalbum, släppt 8 maj 2001 av Metal Blade. Producenter för albumet var Peter Tägtgren och Lars Szöke.

## Låtlista
1. "Bastards of a Lying Breed" – 5.33
2. "Masters of War" – 4.33
3. "The Sound of Eight Hooves" – 4.50
4. "Risen From the Sea 2000" – 4.26
5. "As Long as the Raven Flies" – 4.03
6. "A Fury Divine" – 6.35
7. "Annihilation of Hammerfest" – 5.02
8. "The Fall Through Ginnungagap" – 5.21
9. "Releasing Surtur's Fire" – 5.25

Bonusspår (div. utgåvor)
1. "Eyes of Horror" (Possessed-cover) – 3:35

## Medverkande
- Johan Hegg (sång)
- Ted Lundström (bas)
- Johan Söderberg (sång)
- Michael Håkansson (gitarr)
- Fredrik Andersson (trummor)
- Olavi Mikkonen (gitarr)